# La Houssaye
Pour les articles homonymes, voir Houssaye.
La Houssaye est une commune française située dans le département de l'Eure en région Normandie.

## Géographie

### Localisation
| Mesnil-en-Ouche (comm. dél. d'Ajou) | Le Noyer-en-Ouche, Grosley-sur-Risle | Romilly-la-Puthenaye |
| Mesnil-en-Ouche (comm. dél. d'Ajou) | La Houssaye                          | Sébécourt            |
|                                     | La Ferrière-sur-Risle                | Sébécourt            |

### Hydrographie
La commune est située dans le bassin Seine-Normandie. Elle est drainée par la Risle,.
La Risle, d'une longueur de 145 km, prend sa source dans la commune de Planches et se jette  dans la Seine à Berville-sur-Mer, après avoir traversé 52 communes.Les caractéristiques hydrologiques de la Risle sont données par la station hydrologique située sur la commune de Barquet. Le débit moyen mensuel est de 1,85 m3/s. Le débit moyen journalier maximum est de 16,9 m3/s, atteint lors de la crue du 19 janvier 2024. Le débit instantané maximal est quant à lui de 19,1 m3/s, atteint le même jour.

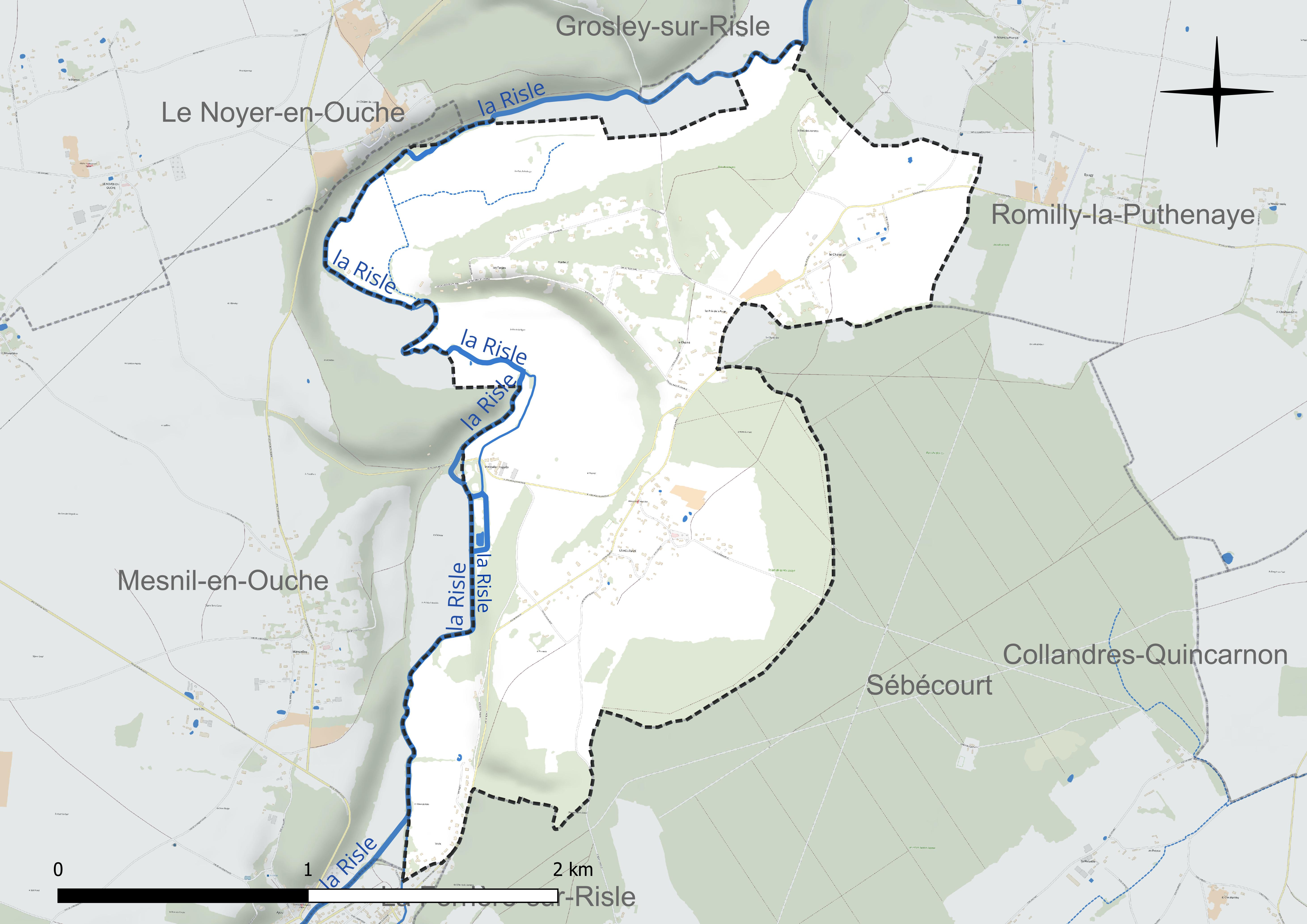
Réseau hydrographique de la Houssaye.

### Climat
Pour des articles plus généraux, voir Climat de la Normandie et Climat de l'Eure.
En 2010, le climat de la commune est de type climat océanique dégradé des plaines du Centre et du Nord, selon une étude du CNRS s'appuyant sur une série de données couvrant la période 1971-2000. En 2020, Météo-France publie une typologie des climats de la France métropolitaine dans laquelle la commune est exposée à un climat océanique et est dans la région climatique  Côtes de la Manche orientale, caractérisée par un faible ensoleillement (1 550 h/an) ; forte humidité de l’air (plus de 20 h/jour avec humidité relative > 80 % en hiver), vents forts fréquents. Parallèlement le GIEC normand, un groupe régional d’experts sur le climat, différencie quant à lui, dans une étude de 2020, trois grands types de climats pour la région Normandie, nuancés à une échelle plus fine par les facteurs géographiques locaux. La commune est, selon ce zonage, exposée à un « climat des plateaux abrités », correspondant aux plaines agricoles de l’Eure, avec une pluviométrie beaucoup plus faible que dans la plaine de Caen en raison du double effet d’abri provoqué par les collines du Bocage normand et par celles qui s’étendent sur un axe du Pays d'Auge au Perche.
Pour la période 1971-2000, la température annuelle moyenne est de 10,2 °C, avec  une amplitude thermique annuelle de 13,7 °C. Le cumul annuel moyen de précipitations est de 710 mm, avec 12 jours de précipitations en janvier et 8,5 jours en juillet. Pour la période 1991-2020, la température moyenne annuelle observée sur la station météorologique la plus proche, située sur la commune des Bottereaux à 16 km à vol d'oiseau, est de 10,8 °C et le cumul annuel moyen de précipitations est de 736,5 mm,. Pour l'avenir, les paramètres climatiques de la commune estimés pour 2050 selon différents scénarios d’émission de gaz à effet de serre sont consultables sur un site dédié publié par Météo-France en novembre 2022.

## Urbanisme

### Typologie
Au 1er janvier 2024, La Houssaye est catégorisée commune rurale à habitat dispersé, selon la nouvelle grille communale de densité à 7 niveaux définie par l'Insee en 2022.
Elle est située hors unité urbaine. Par ailleurs la commune fait partie de l'aire d'attraction d'Évreux, dont elle est une commune de la couronne,. Cette aire, qui regroupe 108 communes, est catégorisée dans les aires de 50 000 à moins de 200 000 habitants,.

### Occupation des sols
L'occupation des sols de la commune, telle qu'elle ressort de la base de données européenne d’occupation biophysique des sols Corine Land Cover (CLC), est marquée par l'importance des territoires agricoles (56 % en 2018), en diminution par rapport à 1990 (70,2 %). La répartition détaillée en 2018 est la suivante : 
forêts (28,8 %), prairies (28,4 %), zones agricoles hétérogènes (19 %), zones urbanisées (15,2 %), terres arables (8,6 %). L'évolution de l’occupation des sols de la commune et de ses infrastructures peut être observée sur les différentes représentations cartographiques du territoire : la carte de Cassini (XVIIIe siècle), la carte d'état-major (1820-1866) et les cartes ou photos aériennes de l'IGN pour la période actuelle (1950 à aujourd'hui).

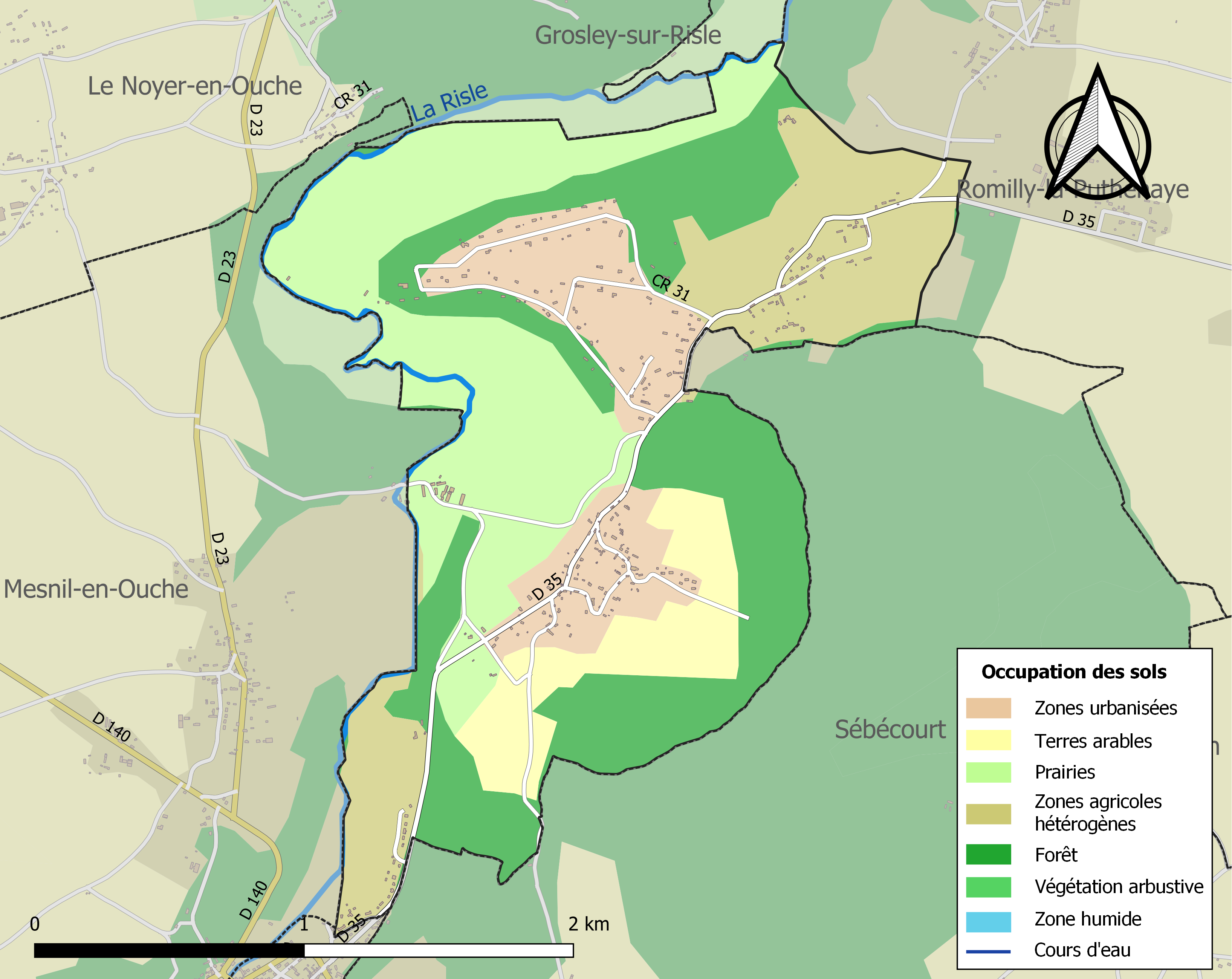
Carte des infrastructures et de l'occupation des sols de la commune en 2018 (CLC).

## Toponymie
Le nom de la localité est attesté sous les formes Osseia (reg. Phil. Aug.), Housseya (p. d’Évreux), La Houssaie-sur-Risle en 1828 (Louis Du Bois).
Nom topographique, désignant un endroit planté de houx, le nom désigne un « lieu où pousse le houx ». Le nom commun houx, d'origine germanique, s'est figé dans quelques noms de lieux.

## Histoire
Le seigneur local avait son château au Moulin-Chapel. Charpillon croit pouvoir écrire que ce seigneur possédait aussi le fief distinct de La Houssaye. En 1243, le fils de Robert de Courtenay, Pierre de Courtenay, donna La Houssaye et le Moulin-Chapel à Pierre de Morainville, archidiacre d'Évreux.
En 1360, le Moulin-Chapel possédait une forteresse dont Charles le Mauvais confia la garde à un membre de la famille Pommereuil.
Pendant la guerre de Cent Ans (1418-1420), le domaine du Moulin-Chapel puis celui de La Houssaye sont attribués par le roi d'Angleterre à Robert Wilugby. On retrouve la famille Pommereuil jusqu'au milieu du XVIIe siècle, période où un conflit l'oppose à la famille de Croisy, propriétaires du château de la Charbonnière à Bougy. Par union, on trouve César-Antoine de La Luzerne (père de César Henri de La Luzerne) seigneur du Moulin-Chapel en 1725. Enfin, après avoir connu le comte de Prie pour propriétaire, les terres passent à Jacques Gédéon Charles François Philippe Duclos-Lange dont la femme séparée fait saisir Plasnes, Courbépine et le Moulin-Chapel, qui fut adjugé au profit de Louis-Pierre Agis en 1792.

## Politique et administration
| Période                                  | Période   | Identité           | Étiquette | Qualité                    |
| ---------------------------------------- | --------- | ------------------ | --------- | -------------------------- |
| Mai 2020                                 | Mars 2026 | Claude GEORGES     | SE        | Retraité Imprimerie        |
| mars 2014                                | Mai 2020  | Jean Henri Sampson | DVD       | Retraité Fonction publique |
| Les données manquantes sont à compléter. |           |                    |           |                            |

## Démographie
L'évolution du nombre d'habitants est connue à travers les recensements de la population effectués dans la commune depuis 1793. Pour les communes de moins de 10 000 habitants, une enquête de recensement portant sur toute la population est réalisée tous les cinq ans, les populations de référence des années intermédiaires étant quant à elles estimées par interpolation ou extrapolation. Pour la commune, le premier recensement exhaustif entrant dans le cadre du nouveau dispositif a été réalisé en 2004.

En 2022, la commune comptait 206 habitants, en évolution de −1,9 % par rapport à 2016 (Eure : −0,25 %, France hors Mayotte : +2,11 %).
| 1793 | 1800 | 1806 | 1821 | 1831 | 1836 | 1841 | 1846 | 1851 |
| ---- | ---- | ---- | ---- | ---- | ---- | ---- | ---- | ---- |
| 251  | 269  | 291  | 225  | 237  | 251  | 242  | 232  | 247  |

| 1856 | 1861 | 1866 | 1872 | 1876 | 1881 | 1886 | 1891 | 1896 |
| ---- | ---- | ---- | ---- | ---- | ---- | ---- | ---- | ---- |
| 224  | 203  | 201  | 204  | 200  | 192  | 163  | 162  | 145  |

| 1901 | 1906 | 1911 | 1921 | 1926 | 1931 | 1936 | 1946 | 1954 |
| ---- | ---- | ---- | ---- | ---- | ---- | ---- | ---- | ---- |
| 127  | 134  | 139  | 110  | 120  | 106  | 97   | 102  | 114  |

| 1962 | 1968 | 1975 | 1982 | 1990 | 1999 | 2004 | 2006 | 2009 |
| ---- | ---- | ---- | ---- | ---- | ---- | ---- | ---- | ---- |
| 95   | 86   | 83   | 123  | 157  | 183  | 179  | 180  | 215  |

| 2014 | 2019 | 2022 | - | - | - | - | - | - |
| ---- | ---- | ---- | - | - | - | - | - | - |
| 213  | 209  | 206  | - | - | - | - | - | - |

## Culture locale et patrimoine

### Lieux et monuments
La Houssaye compte plusieurs édifices inscrits à l'inventaire général du patrimoine culturel :
- L'église Saint-Aignan (XIIe, XVIe et XVIIIe)[28]. L'église a été édifiée au XIIe siècle, puis remaniée au XVIe siècle (pignon ouest et arc triomphal). La sacristie a, quant à elle, été construite dans la deuxième moitié du XVIIIe siècle ;
- Le presbytère (XVIIe et XVIIIe)[29]. Le logis date du XVIIe siècle et la loge de Charité, du XVIIIe siècle ;
- Un château fort au lieu-dit le Moulin-Chapelle[21]. Ce château fort est mentionné pour la première fois au XIVe siècle. Un haut fourneau en dépendait au XVIIIe siècle. Aujourd'hui, seuls subsistent les douves et les communs ;
- Une maison du XVIIIe siècle[30].

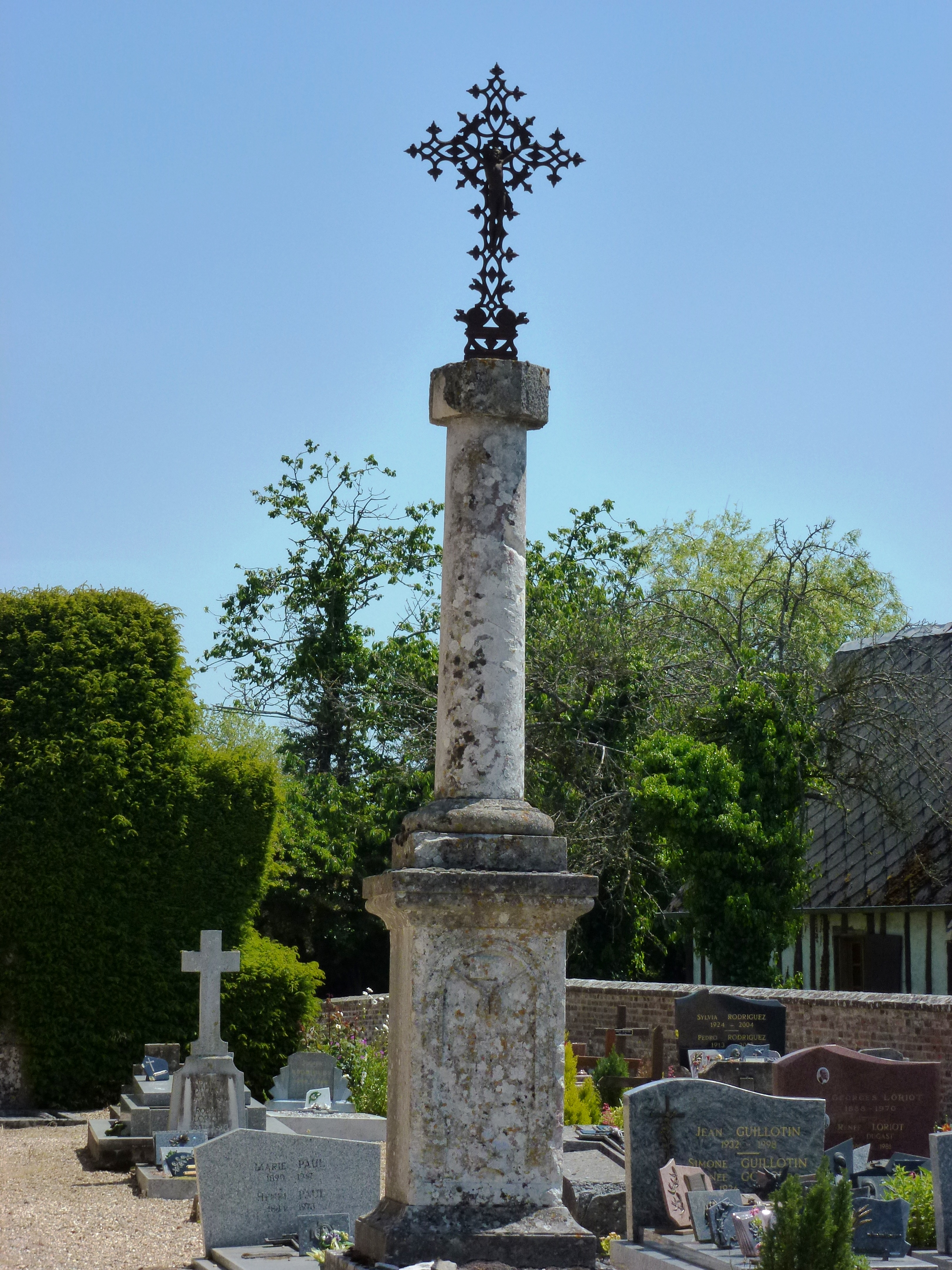
Croix de cimetière.
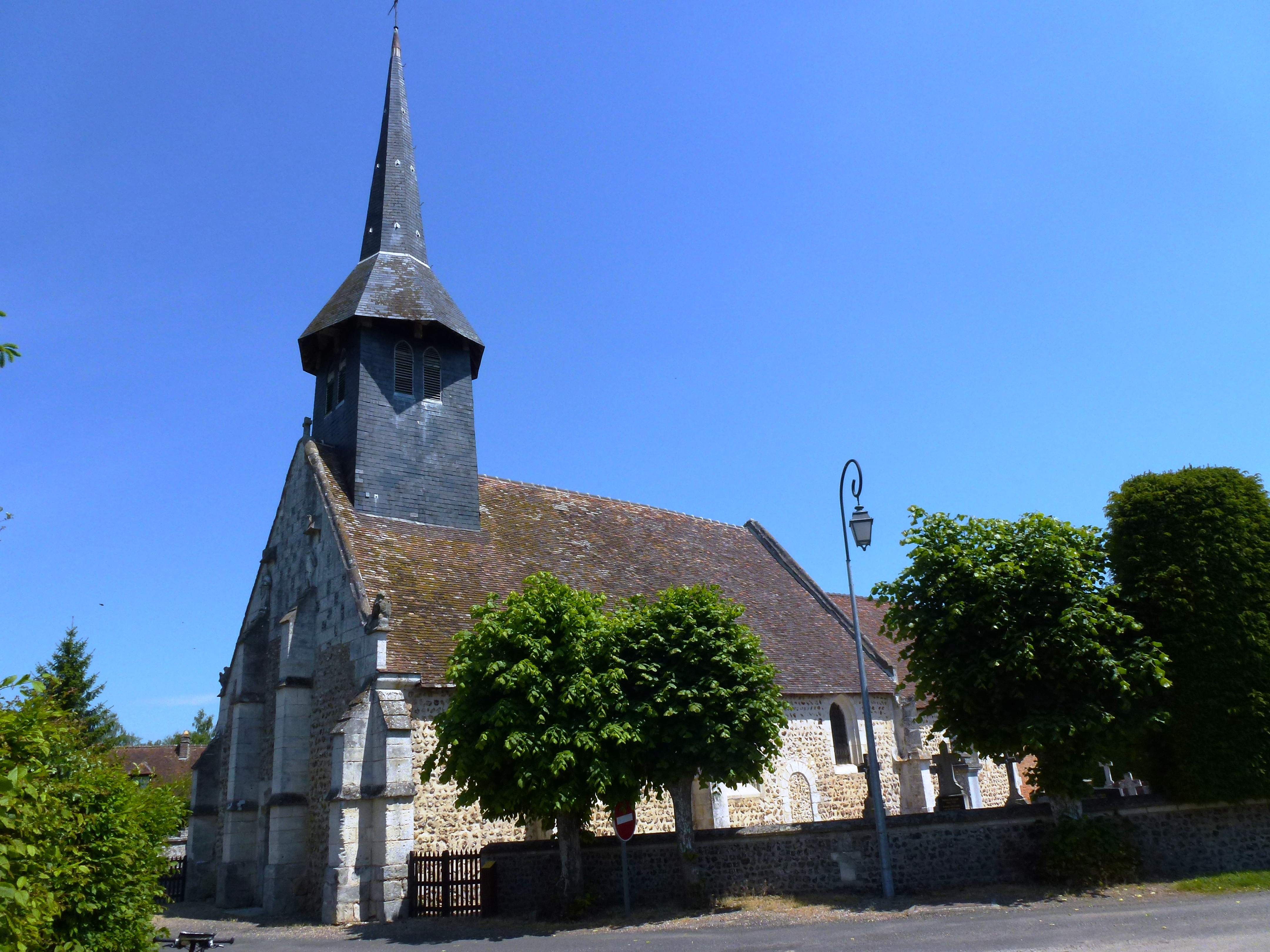
Église Saint-Aignan.

### Patrimoine naturel

#### Natura 2000
- Site Natura 2000 "Risle, Guiel, Charentonne"[31].

#### ZNIEFF de type 1
- ZNIEFF 230000219 – Le bois de Grammont et les prairies du val Gallerand[32].

#### ZNIEFF de type 2
- ZNIEFF 230000764 - La vallée de la Risle de la Ferrière-sur-Risle à Brionne, la forêt de Beaumont, la basse vallée de la Charentonne[33].

## Personnalités liées à la commune
- Jean Garthauszien (né à Hambourg, domestique au Moulin Chapel(le)[23], inhumé dans la commune), le père d'un bandit célèbre sous la Régence, Louis Dominique Cartouche, est mort dans la commune en novembre 1737 à l'âge de 78 ans[34] ;
- Bertrand Hervieu (né en 1948 à La Houssaye), sociologue et conseiller ministériel.